# アフラートゥス・クインテット
アフラートゥス・クインテット（Afflatus Quintet）は、チェコで1995年に結成された木管五重奏団。1997年に超難関で知られるミュンヘン国際音楽コンクールで最優秀賞を獲得した。ベルリン・フィルハーモニー管弦楽団やチェコ・フィルハーモニー管弦楽団の奏者のメンバーで構成されており、メンバーの各々が数々のコンクールで優勝を果たしている。

## メンバー
- ロマン・ノヴォトニー (フルート)
- ヤナ・ブロジュコヴァー (オーボエ)
- ヴォイチェフ・ニードゥル(クラリネット)
- オンドジェイ・ロスコヴェッツ (ファゴット)
- ラデク・バボラーク (ホルン)

## 受賞歴
- 1997年 ミュンヘン国際音楽コンクール 最優秀賞

## ディスコグラフィー
- 2000年 木管五重奏曲　ライヒャ、フェルステル、ドヴォルザーク
- 2002年 ラヴェル・レボリューション 21 ラヴェル
- 2002年 Works For Wind Quintet: Afflatus Quintet +overtures Baborak モーツァルト
- 2007年 ブラーゼン－ドイツ木管五重奏曲集－ ブルーメル、ヒンデミット、クルークハルト、ハイドン